# Ogrody Dessau-Wörlitz
Ogrody Dessau-Wörlitz (niem. Dessau-Wörlitzer Gartenreich) – kompleks zabytkowych ogrodów i parków w stylu angielskim wzdłuż Łaby i Muldy, pomiędzy Dessau a Wittenbergą w Saksonii-Anhalt.
Ogrody obejmują obszar 142 km² w obrębie Rezerwatu Biosfery Środkowej Łaby. W skład kompleksu wchodzą następujące parki i pałace: – w części zachodniej: Kühnauer Park wraz z pałacem Großkühnau, park i pałac Georgium wraz z Beckerbruch; – w części środkowej: park i pałac Luisium, park leśny Sieglitzer Berg oraz częściowo: Tiergarten i dzielnice Dessau-Roßlau Mildensee i Waldersee; – w części południowej: Möster Wiesen, pałac Mosigkau; a w części wschodniej: Fliederwall, park i pałac w Wörlitz, Schönitzer See wraz z Riesigk, Rehsen, park i pałac Oranienbaum oraz Griesen. Poszczególne parki i ogrody połączone są siecią alei i ścieżek w jedną całość – królestwo ogrodów (niem. Gartenreich).
Ogrody powstały w drugiej połowie XVIII w. za panowania księcia Leopolda III (1740–1817), pod wpływem doświadczeń ze wspólnej podróży z przyjacielem – architektem Friedrichem Wilhelmem von Erdmannsdorffem, tzw. Grand Tour po Włoszech, Niderlandach, Anglii i Francji. Pozostając pod wrażeniem ideałów oświeceniowych, postanowił stworzyć naturalistyczne krajobrazy na wzór ogrodów angielskich, gdzie parki krajobrazowe, ogrody i pola uprawne pełnią funkcje estetyczne, a zarazem użytkowe. Powstałe w latach 1769–1773 ogrody angielskie w Wörlitz były pierwszymi tego typu w Europie kontynentalnej.
W 2000 Ogrody Dessau-Wörlitz zostały wpisane na listę dziedzictwa kulturowego UNESCO. Obecnie (2010) o pielęgnację i restaurację zabytkowych parków, budowli i zbiorów dzieł sztuki troszczy się Fundacja Kultury Dessau-Wörlitz (niem. Kulturstiftung Dessau-Wörlitz).

## Historia
Pierwszy park w regionie pomiędzy Dessau i Wörlitz powstał pod koniec XVII wieku. W 1659 książę Jan Jerzy II z Anhalt-Dessau ożenił się z Henriettą Katarzyną Orańską, córką Fryderyka Henryka Orańskiego, która sprowadziła z Niderlandów zespół inżynierów i architektów pod kierownictwem Cornelisa Ryckwaerta z zamiarem wybudowania letniej rezydencji książęcej w Nischwitz – w 1673 przemianowanym na Oranienbaum. W 1683 Ryckwaert zakończył prace nad stworzeniem barokowego kompleksu, obejmującego miasto, pałac i park.
Kolejne prace architektoniczne podjęto pod koniec XVII wieku za panowania księcia Leopolda III Fryderyka Franciszka (1758–1817), który po odejściu z armii pruskiej, poświęcił się odbudowie księstwa.
Po zakończeniu wojny siedmioletniej, w latach 1763–1764 książę odbył wraz ze swoim przyjacielem, architektem Friedrichem Wilhelmem von Erdmannsdorffem podróż studyjną do Anglii. Wkrótce książę i von Erdmannsdorff odbyli roczną Grand Tour po Włoszech, Niderlandach, Francji i Anglii. Pozostając pod wrażeniem angielskiej sztuki ogrodowej, Leopold III rozpoczął ok. 1765 pierwsze projekty ogrodowe w stylu angielskim.
W 1775 i 1785 książę odbył kolejne dwie podróże do Anglii. Celem podróży obok zaznajomienia się z trendami w sztuce i architekturze były studia nad gospodarką, szczególnie nad angielskim rolnictwem, handlem, rzemiosłem oraz zapoznanie się z działalnością manufaktur. Po powrocie do kraju, Leopold III wprowadził podpatrzone w Anglii nowe metody gospodarowania, m.in. nowoczesne techniki uprawy w rolnictwie i ogrodnictwie, zreorganizował armię i służbę zdrowia, zreformował system szkolny. Za jego panowania Dessau stało się centrum myśli oświeceniowej.
Po ślubie z Luizą z Brandenburgii-Schwedt (1750–1811) w 1767, książę wybrał Wörlitz na swoją siedzibę, gdzie rozpoczął budowę nowego pałacu i ogrodów w stylu angielskim, zainspirowany ogrodami Stourhead, Stowe i Claremont, widzianymi podczas podróży po Anglii. Duża część nieukończonego wówczas jeszcze założenia ogrodowego została zniszczona podczas powodzi w 1770, niemniej jednak prace kontynuowano. Powstałe w latach 1769–1773 ogrody angielskie były pierwszymi tego typu w Europie kontynentalnej. Głównym architektami kompleksu byli Friedrich Wilhelm von Erdmannsdorff i Johann Friedrich Eyserbeck. W latach 1769–1773 powstał pałac – pierwsza budowla w stylu klasycystycznym na terenie Niemiec. W 1774 wzniesiono Dom Gotycki (niem. Gothisches Haus), który zapoczątkował modę na architekturę neogotycką w Europie.
Na przestrzeni kolejnych czterech dekad ogrody rozbudowywano, wznosząc kolejne rezydencje i obiekty małej architektury. W 1780 powstały zespoły pałacowo-parkowe Georgium – nazwany ku czci młodszego brata Leopolda III Jana Jerzego (1748-1811) i Luisium – nazwane ku czci żony Leopolda III Luizy, oraz park leśny Sieglitzer Berg. Przebudowano również istniejące już obiekty w Oranienbaum, gdzie założono ogród chiński zgodnie z teorią brytyjskiego architekta Williama Chambersa. W 1805 powstał Kühnauer Park. Równolegle wytyczono aleje i ścieżki, które połączyły wszystkie ogrody w jedną całość – królestwo ogrodów (niem. Gartenreich).
Następcy Leopolda III dbali o zachowanie ogrodów w jak najlepszym stanie. Dopiero budowa autostrady (1937–1938) i linii kolejowej dla potrzeb elektrowni w Vockerode (1937–1942) podzieliła kompleks na cztery części. Pomimo znacznych zniszczeń wojennych w Dassau, ogrody nie poniosły większych strat.
W 1988 Ogrody Dessau-Wörlitz (142km²) zostały objęte ochroną w ramach Rezerwatu Biosfery Środkowej Łaby, a w 2000 wpisane na listę dziedzictwa kulturowego UNESCO. Obecnie (2010) o pielęgnację i odnowienie zabytkowych parków, budowli i zbiorów dzieł sztuki troszczy się Fundacja Kultury Dessau-Wörlitz (niem. Kulturstiftung Dessau-Wörlitz).

## Pałace i ogrody
| Zdjęcie | Obiekt                     | Budowa          | Opis |
| ------- | -------------------------- | --------------- | --- |
|         | Pałac i park Wörlitz       | 1769–1773       | Pierwszy pałac wzniesiony w stylu klasycystycznym na terenie Niemiec. Zbudowany według projektu Erdmannsdorffa jako angielski dom wiejski, otoczony parkiem w stylu angielskim – pierwszym tego typu w Europie kontynentalnej. Na terenie parku znajduje się Dom Gotycki (niem. Gotisches Haus), wzniesiony według projektu Erdmannsdorffa w 1773. We wschodniej części parku leży wyspa Stein z jedynym sztucznym wulkanem w Europie – topografia wyspy nawiązuje do neapolitańskiej. |
|         | Georgium                   | koniec XVIII w. | Niewielki pałac w stylu klasycystycznym według projektu Erdmannsdorffa, otoczony przez ogród angielski z licznymi obiektami małej architektury. Na terenie parku znajdują się m.in. Rzymskie Ruiny na wzór świątyni Concordii w Rzymie i monopteros. W parku wzniesiono również mauzoleum (1894–1898) dla rodziny książęcej. |
|         | Pałac Mosigkau             | ok. 1750        | Rokokowy pałac, zbudowany jako letnia rezydencja dla Anny Wilhelminy, córki Leopolda I. W pałacowym Corps De Logis znajduje się galeria z malarstwem flamandzkim i holenderskim, m.in. Antoona van Dycka, Petera Paula Rubensa, Jana Brueghla starszego, Jacoba Jordaensa, Hendrika Goltziusa i Gerrita van Honthorsta. |
|         | Oranienbaum                | koniec XVII w.  | Miasto, pałac i park w stylu holenderskiego baroku, zbudowany przez Cornelisa Ryckwaerta. W latach 80. XVIII w. książę Leopold III urządził wiele pałacowych wnętrz w stylu chińskim i przebudował cześć ogrodu barokowego również w stylu chińskim, wznosząc liczne mosty, pagodę – na wzór Kew Gardens pod Londynem i herbaciarnię. |
|         | Luisium                    | 1774–1778       | Pałac w stylu klasycystycznym – sześcienna bryła zwieńczona belwederem – zaprojektowany przez Erdmannsdorffa na zlecenie Leopolda III dla jego żony Luizy; otoczony 14-hektarowym parkiem angielskim. W parku znajdują się m.in. neogotycki Schlangenhaus (pol. Dom Węży) (1794–1795), oranżeria (1771–1881), ruiny rzymskiego łuku tryumfalnego. |
|         | Pałac Großkühnau           | 1780            | Pałac zbudowany dla księcia Alberta z Anhaltu-Dessau, otoczony 77,5-hektarowym parkiem Kühnau rozciągającym się wzdłuż południowego brzegu Jeziora Kühnau. Na terenie parku znajduje się winnica z niewielkim pałacem na wzgórzu (niem. Weinbergschlösschen), warzywnik oraz pierwszy na terenie Niemiec kościół w stylu neoromańskim i bizantyjskim. |
|         | Park leśny Sieglitzer Berg | 1777            | Park leśny (25.1ha) na stokach wzgórza w zakolu Łaby na zachód od Vockerode. Niewielki dom w stylu klasycystycznym według projektu Erdmannsdorffa na wzór rzymskiej świątyni tzw. Solitude, gdzie książę prowadził negocjacje dyplomatyczne, nie zachował się do naszych czasów. |